# Национален парк „Лушан“
Националният парк „Лушан“ (на китайски: 廬山地質公園) е национален парк в Китай.
Разположен в планината Лушан в провинция Дзянси, той включва специфични за скални и релефни форми, образувани в резултат на обледяванията през кватернера, но е най-известен като традиционен център на будизма, даоизма и конфуцианството с множество храмове и архитектурни паметници от периода IV-XI век. В края на XIX век районът става известен туристически център и през следващите десетилетия в него са построени множество вили и летни резиденции.
През 1996 година Националният парк „Лушан“ е включен в Списъка на световното наследство на ЮНЕСКО.